# The Crazy World of Laurel & Hardy
The Crazy World of Laurel & Hardy (in italiano Il folle mondo di Stanlio & Ollio) è una raccolta cinematografica del 1967 diretta da Bill Scott con protagonisti Stan Laurel e Oliver Hardy (Stanlio & Ollio) in vari spezzoni dei loro film migliori. La proiezione del montaggio è accompagnata dalla voce di un narratore.

## Trama

### Le comiche
Stanlio e Ollio decidono insieme alla famiglia di passare un fine settimana in gita in campagna per fare un ottimo pic-nic. Assieme a loro c'è anche lo zio burbero che si è rotto un piede e i due dall'inizio alla fine delle loro avventure glielo pesteranno fino all'esasperazione. Stan e Oliver già incominciano a litigare dentro casa rovinando tutti i panini e poi in auto visto che Ollio non riesce a metterla in moto. Quando parte però la macchina passa sopra un chiodo che buca la ruota posteriore. Allora i due intrepidi amici devono fermarsi e smontare la ruota di scorta ma nell'impresa le vicissitudini allegre e i guai non mancheranno. Inoltre Ollio ad un certo punto perde la pazienza e inizia a picchiare Stanlio e di seguito a litigare anche con la moglie e i vicini. Alla fine Stanlio e Ollio, dopo aver rischiato anche di far saltare in aria l'auto, riescono a ricambiare la ruota ma finiscono in una pozza di fango enorme.
Stanlio e Ollio sono incaricati di requisire una radio dal signor Kennedy e di presentargli un avviso di comparizione in tribunale, perché non ne ha pagato le rate dal 1921.
Ma il signor Kennedy si dimostrerà più inavvicinabile del previsto, e la goffaggine della coppia complica ulteriormente il compito. Incarcerati per aver tentato di rubare un anello prezioso, Stan e Oliver assieme ad un altro detenuto escogitano un piano per fuggire: i due si sono procurati delle mele che daranno il segnale ai banditi oltre il forte del carcere per calare una scala che li porterà fuori. Ma la guardia sequestra le mele (Stanlio la inghiottisce) e le lancia oltre il forte; scoperti i banditi all'esterno la guardia apre il cancello principale per cacciarli e Stanlio e Ollio escono fuori senza però successo, poiché una volta chiuso il portone Stanlio ha l'intelligente idea di bussare.
Un governatore deve visitare la prigione mentre i due sono costretti ai lavori forzati quando si apre la mensa: i due, senza un tavolo per mangiare (e senza mangiare) dovranno tagliare della legna al cuoco per poter mangiare, abbatteranno un albero. Accidentalmente, i due bucano con un piccone il radiatore dell'automobile del governatore, e tentano di fermare la fuoriuscita d'acqua con del riso. Quando il politico fa partire il veicolo, esce un violento getto di riso mischiato con liquido di raffreddamento; tramite una baruffa di Stanlio si scatena una rissa di "lanci di riso" e i due comici tentano di scappare nascondendosi in un rimorchio pieno di barili di vernice bianca.
Avendo una moglie assillante e proibitiva, Stanlio si mette d'accordo con Ollio per andare a festeggiare l'apertura di un night club, ma la donna è in agguato. Infatti Oliver consiglia a Stan di portare una bottiglia di whisky ma la moglie lo mesce di nascosto con vari ingredienti creando un orrendo miscuglio. Giunti al club, Stanlio e Ollio iniziano a divertirsi ma anche a combinare guai, disturbando i clienti dapprima piangendo a dirotto durante una triste canzone e poi sganasciandosi dalle risa a causa del miscuglio rivoltante. La moglie di Stanlio intanto si è recata al reparto d'armi a comperare un fucile per dare la "buonanotte" ai due compari.
Un altro giorno mentre i due compari si mettono d'accordo per andare a fare un giro, la moglie di Ollio gli ordina di riparare l'antenna radio perché non riesce a prendere il Giappone. Quando Stanlio passa decide di aiutarlo per sbrigarsi così più velocemente, ma creerà solo guai. Infatti Ollio, salito sul tetto di casa, cadrà per ben tre volte a causa di Stanlio nello stagno delle ranocchie. Alla fine, dopo aver combinato alcuni guai anche in casa, Stanlio inavvertitamente mette in moto l'auto mentre Ollio è arrampicato sulla scala poggiata dentro il veicolo e i due faranno il giro di mezza città in questo preoccupante stato, finché Ollio non rovina miseramente con la scala addosso a un pullman.
Oliver Norvell Hardy si candida come sindaco di una cittadina e come assistente al comune ha il valente Stanley Laurel. Tuttavia proprio in piena campagna elettorale giunge nel suo ufficio una vecchia fiamma che si mette a dettare legge pretendendo di essere riconosciuta di nuovo come sua amante. Dato che Ollio rifiuta questa si mette a perseguitarlo, ordinandogli di presentarsi a cena da lei alle 19:00 della sera stessa dopo l'incontro inaspettato per discutere sul da farsi. Ollio si ricorda che proprio quella serata aveva un importante cena con dei signori d'alto rango e con l'amministratore, perciò manda Stanlio affinché tenga buona la vipera. Tuttavia i tentativi di Laurel saranno vani e i due si presentano a casa di Oliver che, cercando di salvare la situazione, li annuncia come Signore e Signora Laurel.
Risposatisi nuovamente, Stanlio e Ollio sembrano avere per loro dei momenti di felice intimità e allegria, ma i guai non sono ancora finiti. Infatti da una semplice uscita dei due per un gelato, accade che i due salvano dal suicidio una matta fuggita dal manicomio e questa di seguito pretende di essere ospitata in casa dei due. Stanlio e Ollio terrorizzati immaginano quello che avrebbero potuto pensare le loro mogli e cercano di seminarla, ma lei li insegue sempre fino a raggiungerli al condominio nei loro appartamenti. I due, cercando di non far scoprire nulla alle donne, cercano di cacciarla nuovamente in tutti i modi possibile. Fortunatamente una guardia giunge sul posto proprio quando le mogli stavano per azzannare i due poveracci ormai scoperti e arresta la matta, offrendo un premio a Stanlio di 1000 dollari. Ollio contentissimo chiede a lui cosa avrebbe fatto con quei quattrini e lui risponde che avrebbe comprato tutti i gelati possibile visto che ne è ghiotto. Ollio infuriato stacca il tappo dell'acqua di scarico della vasca da bagno su cui era immerso Stanlio, facendolo risucchiare nella fogna.
Deciso a risposarsi di nuovo, questa volta con una donna misteriosa ma di bell'aspetto di nome Jeanie-Weenie, Oliver aspetta il giorno del matrimonio suonando il pianoforte quando giunge una lettera. La presente è scritta dall'amata di Ollio che gli riferisce di non volerlo più sposare perché invaghitasi di un altro. Oliver deciso a dimenticare la donna trascina con sé Stanlio ad arruolarsi nella Legione Straniera in Arabia. Tuttavia i due pasticcioni non sanno affatto adatti alla vita militare e subito se ne accorgeranno sia loro stessi che il burbero generale. Soprattutto la cosa più grave che Stanlio e Ollio scopriranno è che gran parte dei soldati, compreso il generale, si è arruolata per dimenticare una donna particolare: proprio quella che Ollio stava per sposare. Tra missioni non riuscite e pasticci combinati in caserma, Stanlio e Ollio vengono incaricati di recarsi ad un fortino alleato di americani messo alle strette dagli attacchi ribelli dei Riff-Raff. Solo i due soldati giungono a tarda notte proprio quando il capo degli arabi attaccanti Abul Khasim K'Horne stava progettando l'assalto finale. Con grande sorpresa del generale alleato ferito Stanlio e Ollio grazie a dei chiodi versati a terra bloccheranno l'assalto arabo.
Dopo una nottata passata tra feste e orge in casa sua, Ollio si trova nei guai perché da una lettera sa che la moglie ritornerà poche ore dopo il suo risveglio. Immediatamente convoca Stanlio affinché lo aiuti ma l'amico, per quanto si impegni nelle sue facoltà mentali, riesce solo a creare più disordine nella casa, distruggendo la canna del fumo in cucina, fracassando una porta e un cassetto, rompendo tutti i piatti e infine facendo andare a fuoco l'intera abitazione con del kerosene. Ollio, sebbene privo di vestiti perché gliel'aveva bruciati tutti Stanlio indossa un uniforme risorgimentale che ricorda molto i costumi di Napoleone Bonaparte e si reca a prendere la consorte. Alla fine riceverà solo un pugno nell'occhio mentre la casa è in fiamme.
Stanlio e Ollio, vagabondi giramondo, arrivano in uno squallido albergo, il cui padrone vuole a tutti costi sposarsi con la donna delle pulizie che non ne ha la minima intenzione. Stanlio e Ollio, venuti a conoscenza della terribile notizia si rifiutano di fare da testimoni. Così scatta una furibonda e divertente lite, finché i due non scappano via, lasciando in albergo i bagagli e i soldi.
I due arrivano ad un ristorante dove Ollio incontra un amico proprietario di una palestra; per avere un po' di soldi Ollio iscrive Stanlio alla gara di boxe che si terrà presso quella palestra. Prima dell'incontro, Stanlio scopre con orrore che la persona contro cui deve combattere è... il padrone dell'albergo in cui sono scappati! Grazie ad un guanto truccato sottratto all'avversario, Stanlio vince l'incontro; Ollio, che aveva scommesso contro Stanlio, perde tutti i soldi che aveva.
Ora i due amici lavorano presso una ditta spedizioni di pianoforti e strumenti musicali. Vengono mandati ad un'abitazione di un noto professore dato che era il suo compleanno e la moglie per fargli un regalo gli aveva comperato una pianola d'epoca. Stanlio e Ollio a bordo del loro calesse guidato da un cavallo dispettoso, scoprono che la casa si trova proprio in cima ad una lunghissima scalinata; ciò renderà molto difficile condurre a destinazione il pianoforte. I due, giunti lì verso tarda mattinata, riescono a salire in cima solo verso il tardo pomeriggio ma per loro sarà più difficile entrare in casa, trasportando mediante una finestra sopra la porta principale di casa la pianola, che aver trasportato l'oggetto in cima alla scalinata, dove oltretutto si sono scontrati con una guardia e con lo stesso destinatario della pianola. Entrati in casa Stanlio e Ollio prima di tutto la allagano e poi sfondano il lampadario, per poi subire infine le ire del proprietario il quale dichiara loro di odiare profondamente i pianoforti, distruggendo l'oggetto.
Alla ricerca di nuove avventure, Stanlio e Ollio vendono pesce a bordo di un'auto attaccata a un'enorme cassa dov'è contenuta la merce. Sebbene il lavoro sia modesto, i due sono felici dell'impiego tanto che Ollio grida allegro alla gente, mentre Stanlio suona una trombetta. Dopo un po' egli ha un'idea e la propone all'amico Ollio: fare più soldi pescando pesce a bordo di una barca di propria fattura per poi venderlo autonomamente da imprenditori. Ollio è contentissimo dell'idea e compra subito un relitto dal marinaio Joe e incomincia con Stanlio i lavori. Tuttavia le esuberanti trovate comiche dell'amico ritarderanno di molto il restauro della barca. Infatti Stanlio all'inizio riempie con Ollio l'imbarcazione d'acqua per trovare i fori, ma poi imbratta Ollio di vernice, lo fa cadere nell'acqua assieme ad un'oca e poi incomincia a bisticciare con lui gettandosi l'un l'altro l'acqua addosso. Decisi a collaborare finalmente, Stanlio e Ollio riprendono i lavori, ma ancora una volta i pasticci del primo, che sfonda la parte posteriore della barca con l'ancora, faranno andare i bestia Ollio. Rinchiuso dentro la stiva, Stanlio non sa che fare e si annoia, fino a quanto non rimane incastrato nell'albero maestro. La prima idea che gli viene è segarlo e così fa, senza accorgersi che Ollio ci stava salendo per dipingerlo. Lo schianto è alquanto esilarante e Ollio tira un pugno sull'occhio di Stanlio, facendoglielo diventare pesto assieme all'altro che aveva colpito prima di confinarlo nella barca in castigo. Finalmente viene terminata la barca, ma presto si distruggerà a causa di un'altra delle brillanti idee di Stanlio. Infatti questi dato che Ollio non riesce a spostarla, gli suggerisce di issare la vela maestra e così Ollio fa, ma la barca poggia su una piattaforma con delle ruote che si muove e si scontra con l'auto da pescivendoli, fracassandosi entrambi in un burrone.

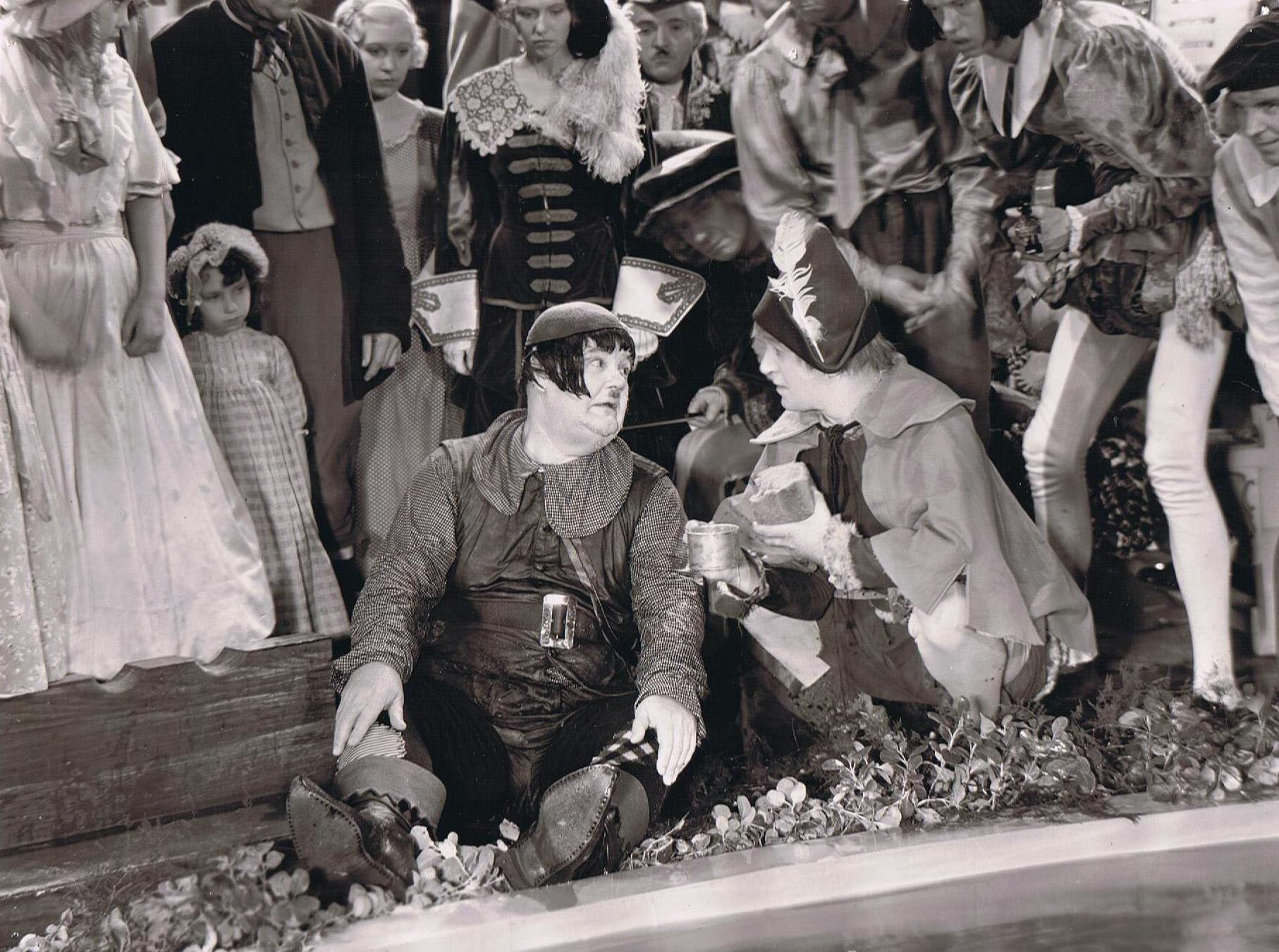
Laurel e Hardy dal film March of the Wooden Soldiers

Ollio sta per sposarsi con la figlia di un ricco magnate del petrolio di nome Pietro Cocomero e in Via Convento si celebreranno le nozze. In casa giunge anche il compagno Stanlio con un regalo di matrimonio: un puzzle da risolvere in compagnia degli amici, ma Oliver non ci fa molto caso perché deve badare alle nozze. Tuttavia Stanlio anziché seguirlo in macchina si mette a risolvere il gioco, coinvolgendo suo malgrado anche Ollio, mentre in chiesa la sposa e gli invitati attendono impazienti. Intanto in Via Convento Ollio ha ripreso in mano la situazione e sta trascinando Stanlio vero il taxi nel frattempo arrivato ma questa volta è il conducente ad arrestarsi, ipnotizzato dal puzzle. Ollio non sa più che fare specialmente quando in casa giungono anche un poliziotto con la multa per il veicolo e un postino strabico con l'incarico di consegnare una lettera assai importante per il futuro di Ollio. In chiesa ormai Pietro Cocomero non ce la fa più ad aspettare lo sposo, giacché lo sciocco Stanlio ha pure ordinato di spedire una corona da morto anziché un bouquet di fiori per la sposa. La goccia che farà veramente traboccare il vaso sarà un'alquanto ambigua e confusa risposta da parte di Laurel ad una chiamata del magnate. Infatti Ollio, anche lui impegnato nel risolvere assieme agli altri il puzzle, ha spifferato all'amico di temporeggiare con Cocomero dicendogli che era partito da dieci minuti, Stanlio rivelerà tutto all'interlocutore facendolo impazzire di rabbia. Giunto in Via Convento Pietro Cocomero esorta Ollio a partire immediatamente per raggiungere la chiesa, quando tutti vengono bloccati dalla guardia il quale ha perso l'ultimo pezzo del gioco di pazienza: nessuno lascerà la casa finché non verrà trovato. Tuttavia il tassista ha da fare ed entra subito in colluttazione con la guardia e di seguito con il resto dei presenti. Giunge la polizia arrestando tutti compreso il magnate, ma non Stan e Oliver che si sono riusciti a salvare nascondendosi: le nozze sono andate a monte e specialmente la lettera del postino annunciava che bisognava immediatamente trasferire il capitale di denaro del magnate ma è tutto inutile visto che la borsa di Pietro Cocomero è fallita.
Stanlio e Ollio sono due falegnami alla prese con un collega scorbutico e con il loro capo al quale creano non pochi problemi. Come se non bastasse i due si mettono a litigare durante il lavoro: Stanlio rinchiude le mani di Ollio dentro una finestra e po gli incolla un pennello al mento. Cercando di toglierglielo, Stanlio finisce con Ollio in un cunicolo che li fa precipitare sopra il loro padrone che infuriato li insegue, decido a farli fuori. Stanlio e Ollio fuggono via con la loro auto, ma la segano in due passando attraverso un nastro trasportatore. Non avendo di che mangiare, Stan e Oliver s'improvvisano spazzacamini e giungono in casa di un noto e alquanto strambo scienziato intento a progettare l'invenzione del siero dell'eterna giovinezza. Come sempre i due vagabondi combineranno ogni guaio immaginabile finendo per bucare con la canna il pianoforte del salone e distruggendo l'intera parte superiore del camino, facendo montare su tutte le furie il domestico inglese. Chiamati dal professore che aveva finalmente trovato la tecnica della pozione, Stanlio e Ollio, approfittando di una breve assenza dell'uomo, decidono di fare un piccolo esperimento col siero immergendo un grosso pesce nella vasca per farlo diventare più piccolo. Tuttavia Ollio sbaglia il numero delle gocce da contare e per di più Stanlio sbadatamente spinge dentro l'amico nella vasca con tutto il bicchiere del siero.

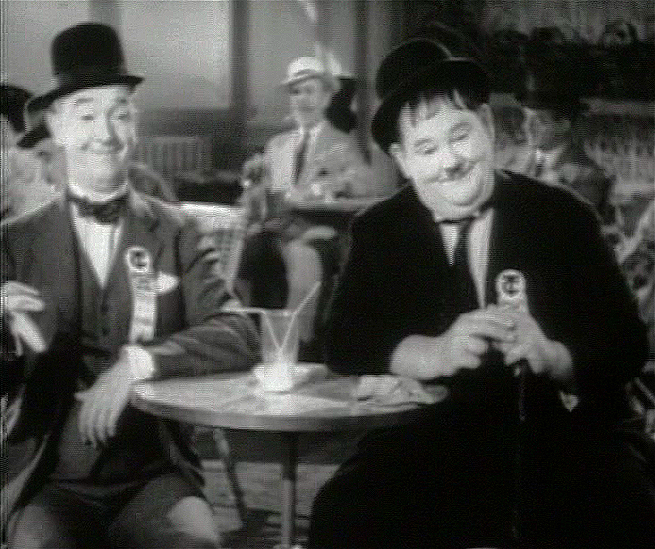
Stanlio e Ollio dal film The Flying Deuces

Stanlio e Ollio fanno parte di un'associazione denominata "Figli del Deserto" e parteciperanno ad un congresso annuale che si terrà a Chicago, tuttavia il problema è dirlo alle mogli. Stanlio è assai preoccupato per ciò, ma Ollio lo rassicura dicendogli di essere conciso e ferreo nelle sue decisioni; sarà il primo a incombere nelle ire della consorte che gli proibisce il viaggio. Allora Hardy si finge malato e con la complicità di Stan e di un veterinario si fa prescrivere un viaggio ad Honolulu. La moglie di Ollio accetta ma proprio poco tempo dopo, proprio il giorno in cui Stanlio e Ollio se la stavano spassando alla festa del congresso coi membri dell'associazione, il piroscafo diretto ad Honolulu cola a picco per un uragano. Le mogli sono preoccupatissime all'inizio, ma poi incominciano a sospettare dei due mariti, specialmente quando vengono condotti in casa da un poliziotto. Ollio si inventerà mille bugie, mentre Stan romperà in singhiozzi rivelando la verità.
Il noto bandito Butch Long viene condannato all'ergastolo per i delitti commessi, grazie alla collaborazione dei detectives Mr. Laurel e Mr. Hardy. Durante il processo però l'uomo minaccia i due promettendo loro di ritrovarli dopo la sua evasione e di ucciderli in maniera sanguinaria. Intimoriti da tali calunnie, Stanlio e Ollio progettano di scappare immediatamente dalla città trovandosi un compagno o una compagna per il viaggio. Pubblicando un annuncio sul giornale, i due ricevono una chiamata: si tratta di una donna disposta a partire con i due a costo che Stanlio e Ollio accettino la presenza di un altro compagno, il fidanzato della ragazza. Stanlio e Ollio acconsentono e si avviano verso la casa della signora, mentre Butch come promesso è fuggito di prigione e si è subito recato in casa della sua ragazza: la donna che aveva risposto all'annuncio. Stanlio e Ollio, non sapendo nulla, riconosceranno il loro nemico solo dopo avergli fatto passare un brutto quarto d'ora dentro una valigia dove per sbaglio Butch era caduto a causa di una spinta della donna. Dopo un breve ma violentissimo scontro tra Ollio e il malvivente infine spedito nuovamente in carcere

### I lungometraggi
Nella Boemia del 1600, gli zingarelli Stanlio e Ollio imperversano per le strade del borgo del Conte Arnheim per rubare qualche spicciolo al primo gonzo che crede alle fandonie di Laurel riguardo alla lettura dell'anima e della mano. Tuttavia un membro della carovana degli straccioni viene sorpreso nella città e frustrato ferocemente, permettendo così alla fidanzata, nonché moglie di Ollio, di attuare la sua vendetta rapendo la piccola figlia del Conte. Come se non bastasse la donna ruba ad Ollio i suoi risparmi e le lascia in custodia la bambina per poi fuggire col suo innamorato per sempre; sebbene il compito sia arduo, Ollio e Stanlio daranno alla piccola un'ottima educazione fino a quando ella non compie i 20 anni. Durante un rigido inverno la carovana di gitani si ristabilisce nuovamente nella terra del Conte Arnheim che, catturati Stanlio, Ollio e la ragazza per vagabondaggio, riconoscerà in lei sua figlia.
Stanlio e Ollio sono due sventurati che vagano a piedi insieme ad un mulo verso un villaggio nel selvaggio West. Il loro compito è trovare Mary Roberts, una figlia ereditaria alla quale il padre ha lasciato l'atto di proprietà della più grande miniera d'oro del mondo e la coppia ha il compito di consegnarglielo di prima persona. Arrivati al villaggio Broshwood Gulch, entrano in un saloon e chiedono informazioni su Mary Roberts, non dopo aver improvvisato un divertentissimo balletto stile country! Il proprietario del locale (Finlayson) si spaccia per il tutore e chiede alla moglie di spacciarsi per Mary Roberts nel tentativo di rubare l'atto di proprietà. I due, dato che non hanno mai visto la ragazza in vita loro, si fidano del padrone del locale ma successivamente si rendono conto di aver dato l'atto di proprietà alla persona sbagliata e cercano immediatamente di riprenderselo ma inizialmente senza successo. Dopo altre disavventure tornano la notte stessa per ritentare di recuperare definitivamente il prezioso documento, e alla fine riescono a consegnare l'atto alla vera Mary Roberts, riportandola nel finale al suo paese d'origine.
Ritrovandosi in un altro paesaggio pittoresco di montagna quale Vallechiara di Svizzera, Stanlio e Ollio cercando di vendere agli abitanti delle trappole per topi, ma vengono pagati a loro insaputa con dei soldi falsi e costretti poi a lavorare in un ricco e lussuoso ristorante e alberghetto per pagare i conti. Intanto un famoso scrittore di commedie si è trasferito nell'hotel assieme alla moglie cantante che lo ha inseguito gelosa e la festa del paese che si sarebbe tenuta fra pochi giorni sarà lo sfondo di tante buffi incontri e incroci tra i due amici combinaguai e la ragazza cantante che farà di tutto per impedire lo svolgimento della nuova operetta del marito; l'amore di Ollio che prova per lei e l'intrusione di un grosso scimmione ammaestrato nei loro piani non faranno altro che complicare la situazione già abbastanza ingarbugliata.
Scoppiata la prima guerra mondiale, Stanlio e Ollio entrano in battaglia nel 1917 assieme all'intera America contro gli stati d'Europa e dell'Asia. Nel 1918 con l'armistizio Ollio tornerà a casa, ma Stanlio che non aveva saputo nulla della pace, rimane a far la guardia in trincea fino al 1938, anno in cui gli viene data la medaglia al valor militare e rispedito in patria dove lo aspetta Ollio. Lì l'amico lo invita a casa di sua moglie per farlo pranzare, tuttavia a causa di Stanlio che le distrugge l'auto e il garage, la moglie pian piano incomincerà a perdere la pazienza fino ad irrompere in un accesso d'ira e a lasciare momentaneamente la casa esasperata. Ollio però non si perde d'animo e si mette a preparare il pranzo, facendo saltare però in aria l'intera cucina. Quando sorgerà un equivoco tra Ollio e la Signora Gilbert, moglie di Mr. William Gilbert, noto cacciatore di elefanti in Africa, le cose inizieranno a complicarsi specialmente quando rincasa la moglie di Ollio che scopre il marito e la Signora Gilbert in pigiama, visto che entrambi si erano sporcati gli abiti con del ponce.

## Elenco delle comiche e dei film presenti nell'antologia
Nota bene: le pellicole sono proposti secondo l'ordine annuale di uscita.
- Tempo di pic-nic (1929)
- Squadra sequestri (1929)
- Lavori forzati (1929)
- La sbornia (1930)
- Un marito servizievole (1930)
- I polli tornano a casa (1931)
- Un salvataggio pericoloso (1931)
- I due legionari (1931)
- Tutto in ordine (1932)
- Pugno di ferro (1932)
- La scala musicale (1932)
- Trainati in un buco (1932)
- Regalo d'onore (1933)
- Lavori in corso (1933)
- Alchimia (1933)
- I figli del deserto (1933)
- Andando a spasso (1934)
- Noi siamo zingarelli (1936)
- Gli allegri vagabondi (1937)
- Avventura a Vallechiara (1938)
- Stanlio e Ollio teste dure (1938)